# Internet Citizen’s Band
Internet Citizen’s Band (besser bekannt als ICB) bezeichnet eines der ersten Internet-Chat-Programme. Es wurde im Frühjahr des Jahres 1989 zum ersten Mal veröffentlicht.

## Geschichte
Die erste Version von ICB bestand aus einem Programm mit dem Namen „Forumnet“ bzw. „fn“ und wurde von Sean Carrick Casey, einem Mitarbeiter der University of Kentucky, geschrieben. Es fand weite Verbreitung an verschiedenen Universitäten, u. a. der University of Kentucky, Georgia Tech, MIT, University of New Mexico, Stanford University, Mills College, UC Santa Cruz, und UC Berkeley. Fn, welches auf einer von Casey geschriebenen MUD-Software basierte, machte sowohl das Protokoll wie auch die Client-Software bekannt.
Fn wurde nach dem Loma-Prieta-Erdbeben 1989 als Echtzeit-Kommunikationsmittel genutzt, da die Internetanbindung im schwer getroffenen Santa Cruz schneller wieder verfügbar war als das Telefonnetz. Aus verschiedenen Gründen schaltete die University of Kentucky die Server für Forumnet im März 1991 ab. Innerhalb von zwei Monaten schaffte es jedoch der Fn-Nutzer John Atwood Devries, durch Reverse Engineering des Clients einen Server zu programmieren und der Community zugänglich zu machen. Er nannte diese, seine Version, International CB oder abgekürzt ICB. Diese Server, welcher bis auf die Client-Software nichts mehr mit dem ursprünglichen Forumnet-Server gemeinsam hatte, bildete die Grundlage für viele andere ICB-Server. Der Quelltext des Servers wurde zwischen 1995 und 2000 von Jon Luini und Michel Hoche-Mong komplett überarbeitet, um die Stabilität und den Funktionsumfang des Servers zu verbessern. Den Server kann man nach wie vor von der ICB-Website beziehen (letzte Version 1.2b aus dem Jahre 2000).
Das ICB-Netzwerk existiert immer noch, durch seine engagierte Benutzergemeinde.
Clients sind für alle wichtigen Betriebssysteme, darunter UNIX, Linux, Windows, und Macintosh vorhanden. Des Weiteren wurden Clients unter anderem in folgenden Programmiersprachen umgesetzt: C, C++, Perl, Java und Emacs Lisp.

## Funktionen
ICB beherrscht viele Funktionen, die bei Chat-Programmen inzwischen zum Standard gehören, zum Beispiel Chatrooms, private Nachrichten, und die Registrierung des eigenen Nicknames.
Des Weiteren unterstützen die meisten Clients Tcl-Skripte.

## Beschränkungen
Durch die fehlende Multi-Server-shared-groups-Unterstützung war die Anzahl an Benutzern immer eingeschränkt, im Gegensatz zu populäreren Chat Programmen.
ICB unterstützt keine Dateiübertragung oder Multimedia-Features.